# Адам Лянцкоронський
Адам Лянцкоронський (пол. Adam Lanckoroński z Włodzisławia; д/н–1517) — державний діяч, урядник королівства Польського. Відомий також як Адам Влодзиславський з Бжезя (пол. Adam z Brzezia Wodzisławski) або Адам з Бжезя на Влодзіславі Влодзиславський..

## Життєпис
Походив з польського шляхетського роду Лянцкоронських, гілки Влодзіславських. Вже його батько підписувався переважно Влодзіславським. Син Збігнева, старости ойцувського, та Катерини Кобилянської. 1497/1499 року втратив батька. Виховувався матір'ю.
Відомостей про нього обмаль. Був ойцувським старостою. 1508 року виклопотав королівський універсал про наданю Водзіславу магдебурського права з можливістю проводити ярмарки 3 рази на рік. Сприяв розвитку міста, підтримав переселення сюди краківських та богемських жидів. Помер 1517 року.

## Родина
Дружина — Барбара, донька Ярослава Ласького, воєводи сєрадзького
Діти:
- Ян (д/н — 1564)